# クライアント・リスト (テレビドラマ)
『クライアント・リスト』（原題: The Client List ）は、ライフタイムより放送されていたアメリカ合衆国のテレビドラマシリーズである。2010年の同局のテレビ映画『クライアント・リスト ザ・ムービー』を原作としており、映画と同じくジェニファー・ラブ・ヒューイットが主演を務めるが、キャラクターの設定は変更されており、ストーリーも繋がっていない。2012年4月8日の日曜日にシリーズは開始された。
2013年11月1日、ライフタイムは第2シーズンを以てシリーズを打ち切ることを発表した。

## シリーズの前提
夫が借金を残して蒸発し、子供たちを1人で育てなければならなくなったライリー・パークス（ジェニファー・ラブ・ヒューイット）は地元のスパで働き始める。だがその店は特定の顧客たちにマッサージ以上の特別なサービスを行っていた。

## キャスト

### メインキャスト
- ジェニファー・ラブ・ヒューイット - ライリー・パークス
- ロレッタ・デヴァイン - ジョージア・カミングス＝クレメンス[7]
- コリン・エッグレスフィールド - エヴァン・パークス[8]
- レベッカ・フィールド - レイシー・ジャン＝ロックリン[9]
- アリシア・ラガノ - セレーナ・ラモス[10]
- ブライアン・ハリセイ - カイル・パークス（第6話迄リカーリング、第7話以降よりメイン扱い）
- シビル・シェパード - リネット・モンゴメリー[11]
- ナトゥーリ・ノートン - ケンドラ[12]（第1シーズン）
- キャスリーン・ヨーク - ジョリーン[13]（第1シーズン）
- ローラ＝リー - ニッキー・シャノン（第2シーズン）

### リカーリングキャスト
- タイラー・シャンパーニュ - トラヴィス・パークス
- キャシディ・ギュータースロー - ケイティ・パークス
- グレッグ・グランバーグ - デイル・ロックリン
- エリザベス・ローム - テイラー・バークハルター[14]
- バート・ジョンソン - ビュー・バークハルター
- ロブ・メイズ - デレク・マロイ（第2シーズン）
- T・V・カーピオ（英語版） - シェルビー・プリンス（第2シーズン）
- マイケル・ビーチ - ハロルド・クレメンス（第2シーズン）
- ブライアン・ホウ（英語版） - オーヴァートン（第2シーズン）
- マルコ・サンチェス（英語版） - グラハム・サンドヴァル（第2シーズン）
- ジョナサン・シェック - グレッグ・カーライル（第2シーズン）
- デシー・リディック（英語版） - ディー・アン（第1シーズン）
- ブライアン・カーウィン（英語版） - ギャレット（第1シーズン）
- ジョン・プレスコット（英語版） - マーク・フレミング（第1シーズン）

## エピソード
| シーズン | シーズン | 話数 | 放送日        | 放送日         | DVD発売日     | DVD発売日   | DVD発売日   |
| シーズン | シーズン | 話数 | シーズン初回  | シーズン最終回 | リージョン1   | リージョン2 | リージョン4 |
| -------- | -------- | ---- | ------------- | -------------- | ------------- | ----------- | ----------- |
|          | 1        | 10   | 2012年4月8日  | 2012年6月17日  | 2013年2月26日 | N/A         | N/A         |
|          | 2        | 15   | 2013年3月10日 | 2013年6月16日  | N/A           | N/A         | N/A         |

## 製作

### 企画
2011年8月10日、 ライフタイムは2010年のテレビ映画『クライアント・リスト ザ・ムービー』を基としたシリーズを製作し、ジェニファー・ラブ・ヒューイットが再び主演を務めることを発表した。シリーズは映画を再構成したものであり、映画のストーリーとは直接は無関係である。パイロット・エピソードはジョーダン・ブッデが執筆し、また映画のプロデューサーたちはラブ・ヒューイットと共にシリーズのエグゼクティブ・プロデューサーを務める。

### 撮影
撮影は2012年1月17日に始まり、5月2日に完了した。第1シーズンは2012年4月2日より始まり、6月17日に終了した。
第2シーズンの撮影は2012年11月1日に始まり、2013年4月18日に完了した。第2シーズンは2013年3月10日より始まり、6月16日に終了した。

## 打ち切り
第3シーズンへのシリーズ更新はジェニファー・ラブ・ヒューイットが2013年6月に妊娠を発表した段階では保留されていた。ヒューイットは第3シーズンで彼女のキャラクターが産む子供の父親を実生活での彼女の婚約者でもあるブライアン・ハリセイが演じるキャラクターにしようと考えていたが、番組の脚本家側はコリン・エッグレスフィールドを望んだ。ライフタイムは2013年10月時点でも更新を保留していた。双方の意見の食い違いを受け、2013年11月1日に番組は第2シーズンを以て打ち切られることが公式発表された。

## シーズン別視聴者数
| シーズン | 話数 | 合衆国視聴者数（百万人） |
| 1        | 10   | 2.51                     |
| 2        | 15   | 2.05                     |
| -------- | ---- | ------------------------ |

## 受賞とノミネート
| 年   | 賞                                   | 部門                                                     | 候補                     | 結果       |
| ---- | ------------------------------------ | -------------------------------------------------------- | ------------------------ | ---------- |
| 2012 | カリフォルニア・オン・ロケーション賞 | アシスタント・ロケーション・マネージャー賞（テレビ部門） | エヴァ・M・シュローダー  | 受賞       |
| 2013 | ヤングー・アーティスト賞             | 10歳以下のリカーリング男優賞                             | タイラー・シャンパーニュ | ノミネート |